# Parc naturel régional du Perche
Le parc naturel régional du Perche est un parc naturel régional français créé en 1998. Il représente une partie seulement de la région naturelle du Perche. Il s'étend sur 194 114 hectares et deux départements : l'Orne à l'ouest et l'Eure-et-Loir à l'est. 88 communes sont adhérentes à la charte du parc (49 dans l'Orne et 39 en Eure-et-Loir), soit 78 920 habitants. Il est actuellement présidé par Anick Bruneau et dirigé par Denis Guillemin.

Logo du parc.

Comme l'ensemble des parcs naturels régionaux de France, le parc du Perche a pour missions : 
- la protection et la gestion du patrimoine naturel et culturel ;
- l’aménagement du territoire ;
- le développement économique et social ;
- l’accueil, l’éducation et l’information du public ;
- l’expérimentation dans ces quatre missions.

La maison du Parc est située dans le domaine de Courboyer à Nocé dans l'Orne, où l'on trouve un centre d'accueil et d'information touristique, une boutique et un restaurant, un manoir du XVe siècle, ainsi qu'un étang et un domaine de 60 hectares avec chevaux percherons, ânes et vaches normandes.
Le Perche est caractérisé par :
- un patrimoine naturel très riche ;
- un paysage de rivières, collines et bocage ;
- les villages autour de leur église ;
- de nombreux manoirs ;
- une agriculture dynamique et diverse ;
- le cheval percheron.

## Historique du parc naturel régional du Perche

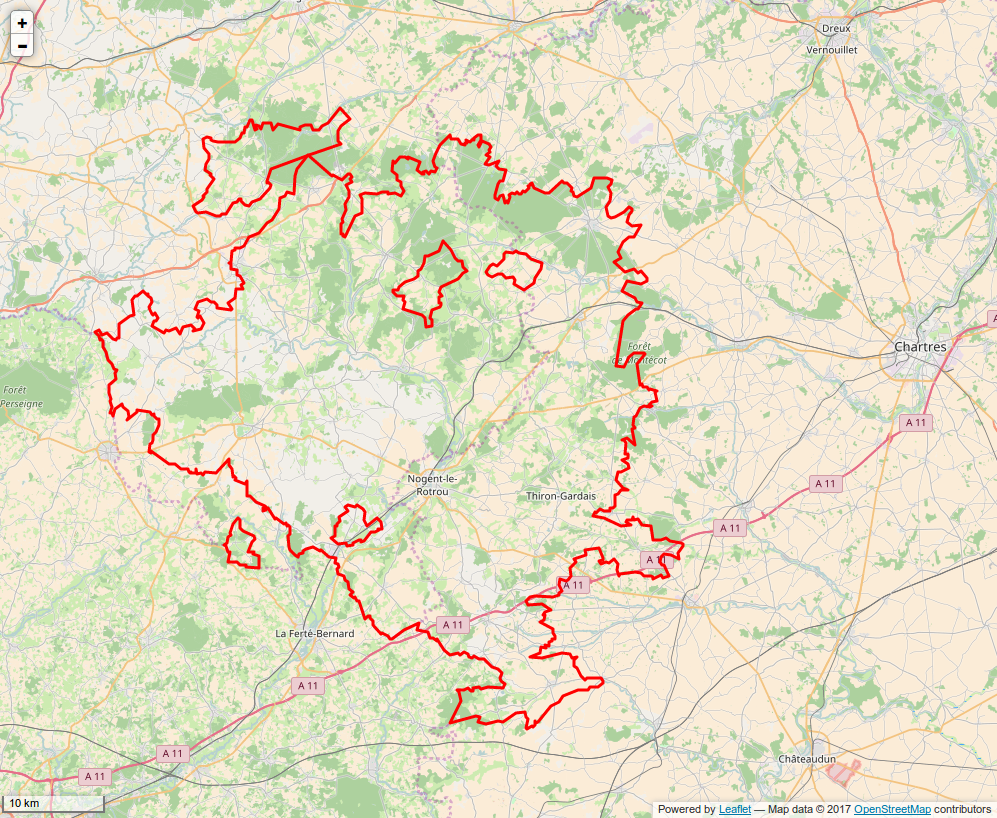
Périmètre du PNR.

Le parc naturel régional du Perche a été créé le 16 janvier 1998, sur la base d'une identité commune : l'identité percheronne, avec la sauvegarde des ressources naturelles et architecturales locales. Depuis le 6 janvier 2010, il applique sa seconde charte (sur une durée de douze ans).
Un agrandissement progressif du parc naturel régional du Perche.
| date de la charte            | Nombre de communes | Superficie | Nombre d'habitants |
| ---------------------------- | ------------------ | ---------- | ------------------ |
| 1re charte : 16 janvier 1998 | 118 communes       | 181 000 ha | 74 000 habitants   |
| 2e charte : 6 janvier 2010   | 126 communes       | 194 114 ha | 77 183 habitants   |

Le parc naturel régional du Perche s'étend sur deux départements (l'Orne et l'Eure-et-Loir) dans deux régions (Normandie et Centre Val-de-Loire). Ces collectivités territoriales apportent leur contribution financière, avec les départements, les cotisations des communes, l’État et l'Union européenne.
À la suite de la loi no 2010-1563 du 16 décembre 2010 portant réforme des collectivités territoriales françaises, des regroupements et fusions de communes sont intervenus à partir du 1er janvier 2016, faisant passer le nombre de communes adhérentes de 126 à 97 au 1er janvier 2016, puis de 97 à 92 au 1er janvier 2017, et de 92 à 88 au 1er janvier 2019, sans modification de la superficie ni du nombre d'habitants du parc. Un décret du 21 août 2020 porte  renouvellement du classement du parc naturel régional du Perche pour 12 ans à compter du 23 août 2020, et liste les communes concernées. 

### La maison du Parc

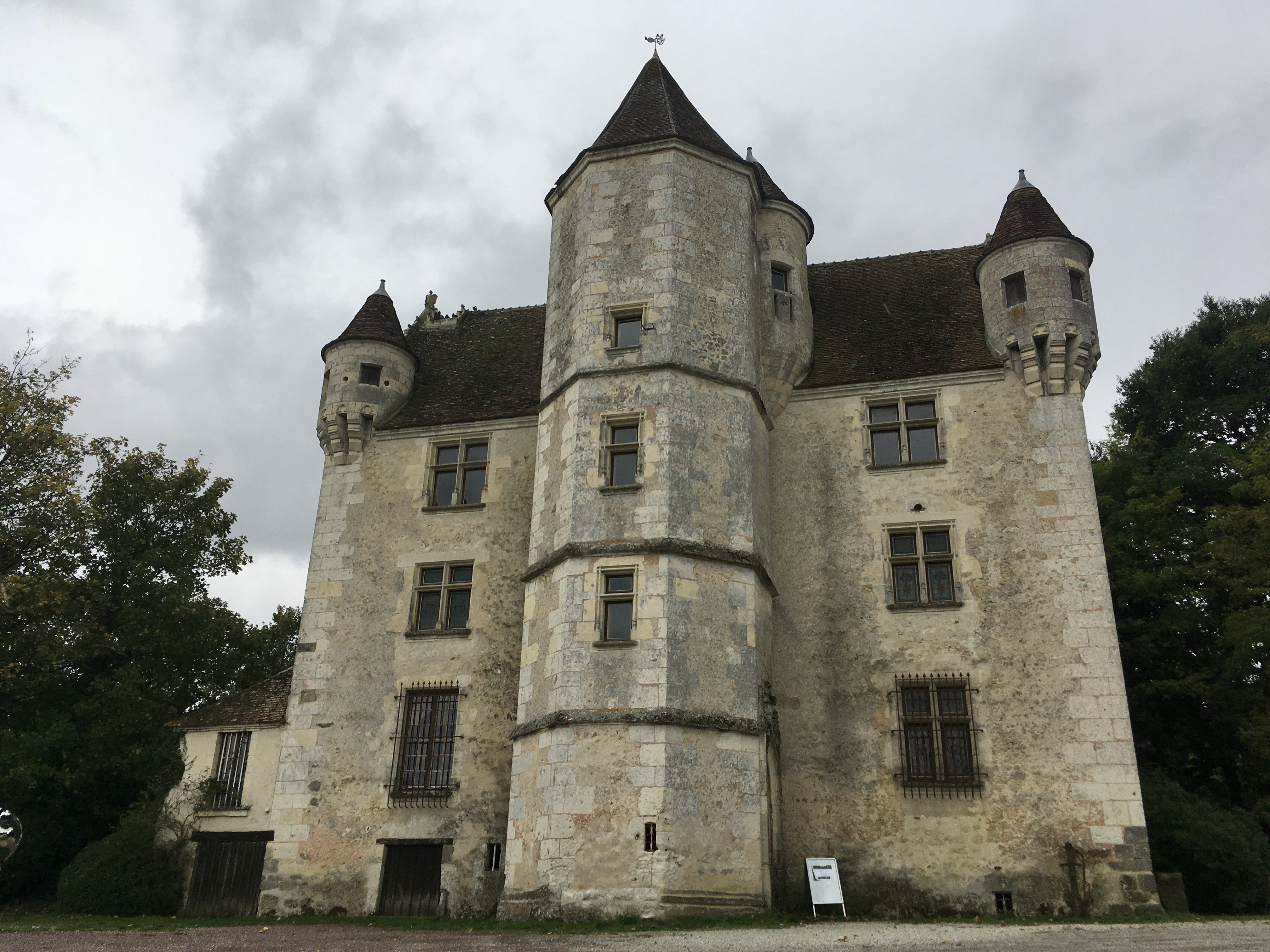
Le manoir de Courboyer, siège de la maison du parc du Perche.

Depuis 2000, le manoir de Courboyer est le siège de la maison du Parc. Le 11 juillet 2005, Nelly Olin, ministre de l'Écologie et du Développement durable, inaugure la maison du Parc.
Il est l’emblème du parc du Perche. Ce manoir, construit à la fin du XVe siècle, typique du Perche, est situé au cœur d'un domaine bocager de 65 ha, où paissent des percherons et quelques bovins.
Aujourd'hui, la maison du Parc accueille des expositions (notamment sur les actions du parc pour son territoire…). Les dépendances ont été aménagées pour accueillir les bureaux du parc, un centre d'information touristique, une boutique, un espace restauration et boutique. L'ensemble (le manoir et le domaine de Courboyer) est le 2e site le plus visité de l'Orne.
L'étang a été l'objet d'aménagements de génie écologique, visant à l'élargir, créer de nouvelles mares annexes, reformer l'îlot central et adoucir les pentes. Ces aménagements ont également un rôle pédagogique, où l'étang rénové joue le rôle de support lors d'animations pour montrer au public les rôles et intérêts des zones humides. En 2016, un sentier pédagogique sur le thème de l'eau est créé, qui traverse ces différents milieux.
Depuis 2015, la maison du Parc abrite un rucher d'abeilles noires et une station de fécondation de reine d'abeilles noire gérés par le Centre d'études techniques apicoles abeille noire de l'Orne. En septembre 2016, l'annonce de résultats d'analyses génétiques par le CNRS donne le coup d'envoi de la création d'un Conservatoire de l'abeille noire du Perche dont la maison du Parc devient le centre. 
| 2003   | 2004   | 2005   | 2006   | 2007   | 2008   | 2009   | 2010   | 2011   |
| ------ | ------ | ------ | ------ | ------ | ------ | ------ | ------ | ------ |
| 18 742 | 27 646 | 31 768 | 28 210 | 38 485 | 38 721 | 36 166 | 37 228 | 33 008 |

| 2012   | 2013   | 2014   | 2015   | 2016   | - | - | - | - |
| ------ | ------ | ------ | ------ | ------ | - | - | - | - |
| 31 765 | 33 902 | 34 382 | 36 135 | 36 352 | - | - | - | - |

### Les dirigeants du parc naturel régional du Perche
Les grandes décisions (financières et schéma pluriannuel) sont prises par le syndicat mixte du parc. Il est dirigé par un bureau.
| Années       | Président | Vice-président délégué                                  |
| ------------ | --- | ------------------------------------------------------- |
| 1998-2008    | Jacques Dussutour (maire et conseiller de la Ferté-Vidame)                                                                                                  | Jean-Claude Lenoir (député-maire de Mortagne-au-Perche) |
| 2008 - 2016. | Jean-Pierre Gérondeau (Conseiller général du canton de Rémalard, président de la communauté de communes du Perche rémalardais et maire de Condé-sur-Huisne) | néant                                                   |
| 2016 - 2021  | Jean-Michel Bouvier (vice-président du Conseil départemental de l'Orne, conseiller départemental du Canton de Bretoncelles, maire de Verrières)             | néant                                                   |
| 2021 - auj   | Anick Bruneau (conseillère départementale de l'Orne) |                                                         |

Les décisions sont appliqués par les collaborateurs du parc, sous la direction d'un directeur.
| Années                 | directeur             | directeur-adjoint                        |
| ---------------------- | --------------------- | ---------------------------------------- |
| 1998-2002              | Pascal de Monmorrilon | néant                                    |
| 2002-2007              | Henri Connan          | néant                                    |
| 2007-2010              | néant                 | Denis Guillemin (directeur par intérim)  |
| 2010-2012              | Luc Barsky            | Denis Guillemin                          |
| 2013 (janvier-octobre) | néant                 | Denis Guillemin (directeur par intérim), |
| Octobre 2013-          | Denis Guillemin       | néant                                    |

## Les missions concrètes réalisées par le PNRP

### Le patrimoine naturel
Les techniciens du parc naturel régional du Perche mènent des inventaires sur la faune et la flore, gèrent des sites naturels, pilotent la mise en place des Mesures agro-environnementales et climatiques (MAEC), apportent des conseils aux communes adhérentes et à leurs habitants pour l'entretien des mares, accompagnent un plan pour la restauration des étangs du Perche, déploient la Trame Verte et Bleue sur le territoire...
Exemples d'inventaires naturalistes :
1. De la faune :
- la chouette chevêche,
- les chauves-souris.
- L'agrion de Mercure et plus largement ensemble des odonates
- Inventaires ornithologiques dans les sites Natura 2000

2. De la flore :
- les fougères, qui ont fait l'objet d'une coédition avec les Amis du Perche[18].

Dans le cadre de la directive Habitat de l'Union Européenne, le parc est l’animateur de six sites Natura 2000 :
- Les forêts, étangs et tourbières du Haut Perche
- La carrière de la Mansonnière
- Les bois et coteaux calcaires sous Bellême
- Les bois et coteaux à l’ouest de Mortagne-au-Perche
- L’arc forestier du Perche d’Eure-et-Loir
- La cuesta cénomanienne du Perche d'Eure-et-Loir

Ainsi que d'un site dans le cadre de la directive Oiseaux de l'Union Européenne :
- La Zone de Protection Spéciale (ZPS) des Forêts et Étangs du Perche (47 000 hectares)

Le parc du Perche participe aussi la préservation d'autres sites naturels :
- Le coteau de la Bandonnière, à Longny-au-Perche,
- la réserve naturelle régionale de la clairière forestière de Bresolettes

### Le patrimoine architectural
Chaque année, un recensement du patrimoine bâti est effectué dans 2 à 3 communes. Il permet de remettre en valeur un patrimoine ancien. Les résultats de ces inventaires alimentent la base de l'Inventaire général du Patrimoine Culturel et sont remis aux communes sous forme de synthèses disponibles également pour le public.
Par ailleurs, le parc du Perche promeut les techniques anciennes et, avec l'aide des chambres de métiers d'Eure-et-Loir et de l'Orne, soutient la formation des artisans locaux du BTP. Il a créé en 2012 la marque "Savoir-faire du Parc pour le patrimoine bâti". Devenue en 2016 Marque Valeurs Parc, elle distingue une quinzaine d'artisans respectueux des techniques et matériaux traditionnels.

### Le développement économique
Le PNRP soutient la promotion de plusieurs activités et produits, qui sont emblématiques du Perche, et œuvre dans de nombreux domaines :
- le cheval percheron (Escapades percheronnes, soutien à la filière d'élevage…) ;
- le paysage, le bocage (promotion de la filière bois déchiqueté, édition du Guide juridique pour les haies du Perche…) ;
- la baguette du Perche, produit marqué Valeurs Parc créé en 2004 ;
- le cidre du Perche, qui fait l'objet actuellement d'une demande d'AOP ;
- le calvados du Perche (médaille d'or au concours général agricole de Paris, 2006) ;
- le développement touristique (hébergements marqués Valeurs Parc, participation à des bourses touristiques...).

En 2014, il crée un Espace-test agricole pour permettre aux porteurs de projet en agriculteur de tester leur projet grandeur nature pendant 1 à 3 ans.

## Lieux typiques
- Le manoir de Courboyer, la maison du Parc.
- Moutiers-au-Perche, village pittoresque.
- Bellême, ville médiévale.
- Le village typique de Villeray (site classé, commune de Condeau).

## Valorisation touristique
Le parc naturel est traversé par la voie verte Condé-sur-Huisne-Alençon qui fait partie de la véloroute Paris-le Mont-Saint-Michel Véloscénie.